# Special Achievement-Oscar
Special Achievement-Oscar är ett pris som delas ut med ojämna mellanrum till individer som har gjort ett exceptionellt bidrag till filmindustrin.

## Pristagare
| År          | Pristagare                                                                 | Bidrag                           | Film                            |
| ----------- | -------------------------------------------------------------------------- | -------------------------------- | ------------------------------- |
| 1972 (45:e) | L. B. Abbott A. D. Flowers                                                 | Visuella effekter                | SOS Poseidon                    |
| 1974 (47:e) | Frank Brendel Glen Robinson Albert Whitlock                                | Visuella effekter                | Jordbävningen                   |
| 1975 (48:e) | Peter Berkos                                                               | Ljudeffekter                     | Hindenburg                      |
| 1975 (48:e) | Albert Whitlock Glen Robinson                                              | Visuella effekter                | Hindenburg                      |
| 1976 (49:e) | Carlo Rambaldi Glen Robinson Frank Van der Veer                            | Visuella effekter                | King Kong                       |
| 1976 (49:e) | L. B. Abbott Glen Robinson Matthew Yuricich                                | Visuella effekter                | Flykten från framtiden          |
| 1977 (50:e) | Ben Burtt                                                                  | Alien, monster och robot-röster  | Stjärnornas krig                |
| 1977 (50:e) | Frank E. Warner                                                            | Ljudeffektsredigering            | Närkontakt av tredje graden     |
| 1978 (51:a) | Les Bowie Colin Chilvers Denys Coop Roy Field Derek Meddings Zoran Perisic | Visuella effekter                | Superman – The Movie            |
| 1979 (52:a) | Alan Splet                                                                 | Ljudredigering                   | Svarta hingsten                 |
| 1980 (53:e) | Brian Johnson Richard Edlund Dennis Muren Bruce Nicholson                  | Visuella effekter                | Rymdimperiet slår tillbaka      |
| 1981 (54:e) | Ben Burtt Richard L. Anderson                                              | Ljudeffektsredigering            | Jakten på den försvunna skatten |
| 1983 (56:e) | Richard Edlund Dennis Muren Ken Ralston Phil Tippett                       | Visuella effekter                | Jedins återkomst                |
| 1984 (57:e) | Kay Rose                                                                   | Ljudeffektsredigering            | The River                       |
| 1987 (60:e) | Stephen Flick John Pospisil                                                | Ljudeffektsredigering            | RoboCop                         |
| 1988 (61:a) | Richard Williams                                                           | Animeringsregi                   | Vem satte dit Roger Rabbit?     |
| 1990 (63:e) | Eric Brevig Rob Bottin Tim McGovern Alex Funke                             | Visuella effekter                | Total Recall                    |
| 1995 (68:e) | John Lasseter                                                              | Första datoranimerade långfilmen | Toy Story                       |
| 2017 (90:e) | Alejandro González Iñárritu                                                | Virtuell verklighet              | Carne y Arena                   |